# Тітмар Мерзебурзький

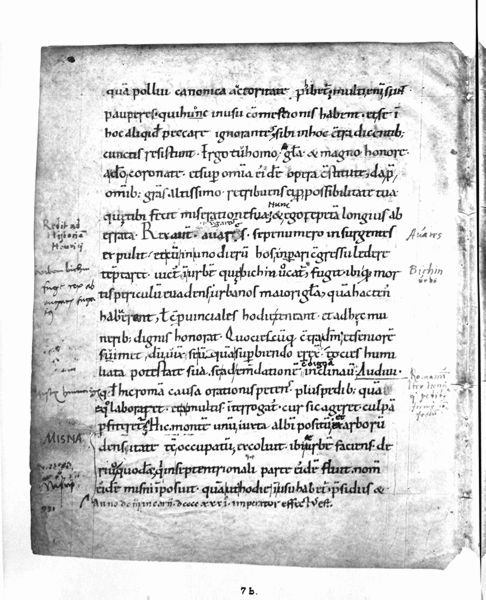
Сторінка Хроніки Тітмара Мерзебурзького

Ті́тмар Ме́рзебурзький (іноді Дитмар Ме́рзебурзький, лат. Thietmarus Merseburgensis,  нім. Thietmar von Merseburg; 25 липня 975 — 1 грудня 1018) — німецький церковний діяч і хроніст.

## Життєпис
Належав до одного з наймогутніших німецьких родів. Син саксонського графа Готфріда фон Бальбека, родич імператорів Саксонської династії.
З 1000 року — канонік у Магдебурзі. Впродовж 1009–1018 років — мерзебурзький єпископ (Саксонія). Мерзебурзьке єпископство, яке очолював Тітмар Мерзебурзький, було відновлене імператором Генріхом II для поширення християнства серед полабських слов'ян та посилення впливу Німеччини на слов'янські народи. Тітмар Мерзебурзький — автор цінної «Хроніки» (написана латинською мовою у 1012–1018 роках), в котрій висвітлюються події 908–1018 у Німеччині й сусідніх з нею країнах. «Хроніка» насичена багатим фактичним матеріалом, який авторові вдалося зібрати завдяки високому становищу у Священній Римській імперії. Значна частина цього матеріалу стосується відносин зі слов'янськими народами, відомості про які Тітмар Мерзебурзький, зокрема, черпав під час безпосередніх контактів з ними (знав слов'янські мови). Він тенденційно підходить до висвітлення німецько-слов'янських, особливо німецько-польських, взаємин (можливо, через те, що імперія в цей період — 1003–1005, 1007–1013 і 1015–1018 вела війни з Болеславом I Хоробрим).
Доброзичливо пише про Київську Русь, розповідаючи про події, що відбувались за часів Володимира Великого та Ярослава Мудрого. Тітмар Мерзебурзький називає Великих князів Київських — королями.
Твір Тітмара Мерзебурзького містить опис Києва як великого міста: «У тому великому місті, який є столицею цього королівства, є 400 церков, 8 ярмарків, а людей — велика кількість; вони, як і вся та держава, складаються з сильних людей, рабів-утікачів, що звідусіль прибули сюди, і, особливо, з швидких данів; до сих пір вони успішно опирались сильно їм докучаючим печенігам, перемагали їх та інших..»